# El Kbab
El Kbab  (in arabo القباب‎?) è un centro abitato e comune rurale del Marocco situato nella provincia di Khénifra, regione di Béni Mellal-Khénifra. Conta una popolazione di 16 157 abitanti (censimento 2014).